# فيندرن
ڤيندرن (بالنُّروِيجِيَّة: Vinderen) هو حيّ سكني فِي مِنطقَة ڤستره آكر شَمَال مَدينة أُوسْلُو عَاصِمة مَملَكةُ النُّروِيج.

## اُنظُر أيضاً
- حيّ سكني.
- ڤستره آكر.

## وُصلات خارجيّة
- ڤيندرن فِي مَوسُوعة النُّروِيج (بِاللُّغَة النُّروِيجِيَّة).

## مَراجع
1. ↑  "ڤيندرن" (بِاللُّغَة النُّروِيجِيَّة). © مَوسُوعة النُّروِيج. نسخة محفوظة 16 يناير 2018 على موقع واي باك مشين.